# USS Upham (APD-99)
USS Upham (APD-99) là một tàu vận chuyển cao tốc lớp Crosley, nguyên được cải biến từ chiếc DE-283, một tàu hộ tống khu trục lớp Rudderow, và đã phục vụ cùng Hải quân Hoa Kỳ trong Chiến tranh Thế giới thứ hai. Nó là chiếc tàu chiến duy nhất của Hải quân Hoa Kỳ được đặt cái tên này, theo tên Đô đốc Frank B. Upham (1872-1939), người từng tham gia các cuộc Chiến tranh Tây Ban Nha-Hoa Kỳ và Chiến tranh Thế giới thứ nhất, và được tặng thưởng Huân chương Chữ thập Hải quân. Nó đã phục vụ cho đến khi chiến tranh kết thúc, xuất biên chế năm 1946, rồi được chuyển cho Colombia vào năm 1962 để sử dụng như một trạm phát điện nổi. Số phận sau cùng của con tàu không rõ.

## Thiết kế và chế tạo
Thiết kế của lớp Crosley dựa trên việc cải biến lớp tàu hộ tống khu trục Rudderow. Cấu trúc thượng tầng con tàu được mở rộng, đồng thời tháo dỡ bớt vũ khí trang bị để lấy chỗ bố trí nơi nghỉ cho 162 binh lính được vận chuyển cùng khoảng 40 tấn trang bị. Hệ thống động lực tương tự như với các lớp Buckley và Rudderow; là kiểu động cơ turbine-điện General Electric, cung cấp điện năng cho mô-tơ điện để dẫn động hai trục chân vịt.
Dàn vũ khí được giữ lại bao gồm một khẩu pháo 5 inch (130 mm)/38 cal bố trí một phía trước mũi; ba khẩu đội pháo phòng không Bofors 40 mm nòng đôi và sáu pháo phòng không Oerlikon 20 mm; vũ khí chống ngầm gồm hai đường ray Mk. 9 để thả mìn sâu. Thủy thủ đoàn đầy đủ bao gồm 15 sĩ quan và 168 thủy thủ; và con tàu được bố trí tiện nghi để vận chuyển 12 sĩ quan cùng 150 binh lính đổ bộ.
Upham được đặt lườn như là chiếc DE-283 tại Xưởng hải quân Charleston ở Charleston, South Carolina vào ngày 13 tháng 12, 1943. Nó được hạ thủy vào ngày 9 tháng 3, 1944, được đỡ đầu bởi bà Mabel Upham, vợ góa của Đô đốc Upham. Đang khi được hoàn thiện, con tàu được xếp lại lớp như một tàu vận chuyển cao tốc vào ngày 17 tháng 7, 1944, mang ký hiệu lườn mới APD-99, và nhập biên chế cùng Hải quân Hoa Kỳ vào ngày 23 tháng 7, 1945 dưới quyền chỉ huy của Hạm trưởng, Thiếu tá Hải quân Richard E. Farwell.

## Lịch sử hoạt động
Hoàn tất việc trang bị, Upham vẫn đang tiến hành việc chạy thử máy huấn luyện tại khu vực vịnh Guantánamo, Cuba từ ngày 8 tháng 8 đến ngày 10 tháng 9, 1945 khi Nhật Bản chấp nhận đầu hàng vào ngày 15 tháng 8, giúp chấm dứt vĩnh viễn cuộc xung đột. Nó tiếp tục thực hành huấn luyện tại khu vực vịnh Chesapeake cho đến ngày 5 tháng 10, rồi tiến hành một lượt lượt huấn luyện ngoài khơi Miami, Florida, từ ngày 8 tháng 10 đến ngày 22 tháng 10.
Đi lên phía Bắc để đến Hampton Roads, Virginia, Upham tiếp tục đi đến Norfolk, Virginia để tham gia các lễ hội nhân ngày Hải quân trước khi đi đến Jacksonville, Florida, nơi nó chuẩn bị để ngừng hoạt động. Con tàu được cho xuất biên chế tại Green Cove Springs vào ngày 25 tháng 4, 1946, và neo đậu cùng Đội Florida của Hạm đội Dự bị Đại Tây Dương tại sông St. Johns ở Green Cove Springs, Florida. Nó bị bỏ không cho đến khi được cho rút tên khỏi danh sách Đăng bạ Hải quân vào ngày 1 tháng 6, 1960.
Con tàu được bán cho Colombia vào tháng 1, 1962 để sử dụng như một trạm phát điện nổi, và phục vụ trong vai trò này cho đến thập niên 1970.  Số phận sau cùng của con tàu không rõ.

## Phần thưởng
Nguồn: Navsource Naval History
|  |  |

| Huân chương Chiến dịch Hoa Kỳ | Huân chương Chiến thắng Thế Chiến II |